# Котово (деревня, городской округ Истра)
Котово — деревня в Лучинском сельском поселении Истринского района Московской области. Население — 35 чел. (2010), в деревне 8 улиц, бульвар, зарегистрировано 9 садовых товариществ, имеется почтовое отделение. С Истрой деревня связана автобусным сообщением (автобус № 25 и № 29).
Находится примерно в 14 км на юго-запад от Истры, высота над уровнем моря 201 м. Фактически — один населённый пункт с посёлком Котово, разделённый лишь административно: деревня — западная часть, посёлок — восточная. Ближайшие деревни — Давыдовское, Дубровское и Киселёво.
В середине XVI в. в том месте, где расположена деревня, находилась небольшая и бедная вотчина  Бессона Иванова Чюбарова. В вотчину входили: пустошь, «что было сельцо Нескино», пустошь Горшкова и пустошь, «что была деревня Котова».l. Архивировано из оригинала 27 сентября 2016 года.
В 1913 г. в деревне Котово было 25 дворов. К 1934 г. дер. Котово было коллективизировано, местный колхоз «Пробуждение» имел молочно-картофельно-зерновое направление.
В 1960-е гг. рядом с деревней возник пос. Котово — усадебное отделение Истринского ОПХ.
В 1990-е гг. сельхозпроизводство стало нерентабельным, что привело к уменьшению объемов производства сельхозпродукции, оттоку трудовых ресурсов. Изменение законодательства об обороте сельхоз земель сняло препятствия к свободной продаже земель. Колхоз «Пробуждение» был ликвидирован.
Вблизи деревни Котово на территории пос. «Истра Кантри Клаб» находится часовня Благовещения Пресвятой Богородицы, небольшая деревянная одноглавая постройка, заложенная Г. А. Африкян в 2009 г.
22 сентября 2012 года, по благословению митрополита Крутицкого и Коломенского Ювеналия, благочинным церквей Истринского округа протоиереем Димитрием Подорвановым часовня была освящена в честь Благовещения Пресвятой Богородицы. По благословению владыки Ювеналия, приписана к Георгиевскому храму города Дедовска Истринского района Московской области. В новоосвященную часовню из Георгиевского храма была передана икона Божией Матери. Часовня располагается на закрытой территории, свободного доступа к ней нет.

## Население
| 2002 | 2006 | 2010 |
| ---- | ---- | ---- |
| 13   | ↗19  | ↗35  |